# Гришкино (Томская область)
Гри́шкино — село в Чаинском районе Томской области, Россия. Входит в состав Чаинского сельского поселения.

## История
Исторический населённый пункт южных селькупов (группа сюссыкум/сюсюкум) — юрты Гришкины (Сайнаковы-на-Чае). Относились к Чаинской инородческой волости. Коренные жители – селькупы Сайнаковы / Хайнаковы.
В 1859 г.: 7 хозяйств — 41 человек.
В 1897 г.: 2 хозяйства — 12 человек.
В 1911 г.: 4 хозяйства — 10 селькупов.
У деревни расположен Гришкинский старинный остяцкий могильник.
По данным на 1926 года посёлок Гришкино состоял из 10 хозяйств, основное население — русские. В административном отношении входил в состав Тоинского сельсовета Чаинского района Томского округа Сибирского края.

## Население
| 1920 | 1926 | 1931 | 1956 | 1995 | 1996 | 1997 |
| ---- | ---- | ---- | ---- | ---- | ---- | ---- |
| 24   | ↗53  | ↘52  | ↗551 | ↗708 | ↘701 | ↘651 |
| 1998 | 1999 | 2002 | 2010 | 2012 | 2013 | 2014 |
| ↗658 | ↘634 | ↘428 | ↘296 | ↘270 | ↘263 | ↘247 |
| 2015 | 2021 |      |      |      |      |      |
| ↘237 | ↘187 |      |      |      |      |      |

Национальный состав
Согласно результатам переписи 2002 года, в национальной структуре населения русские составляли 92 %.